# Maison du Pays des Collines

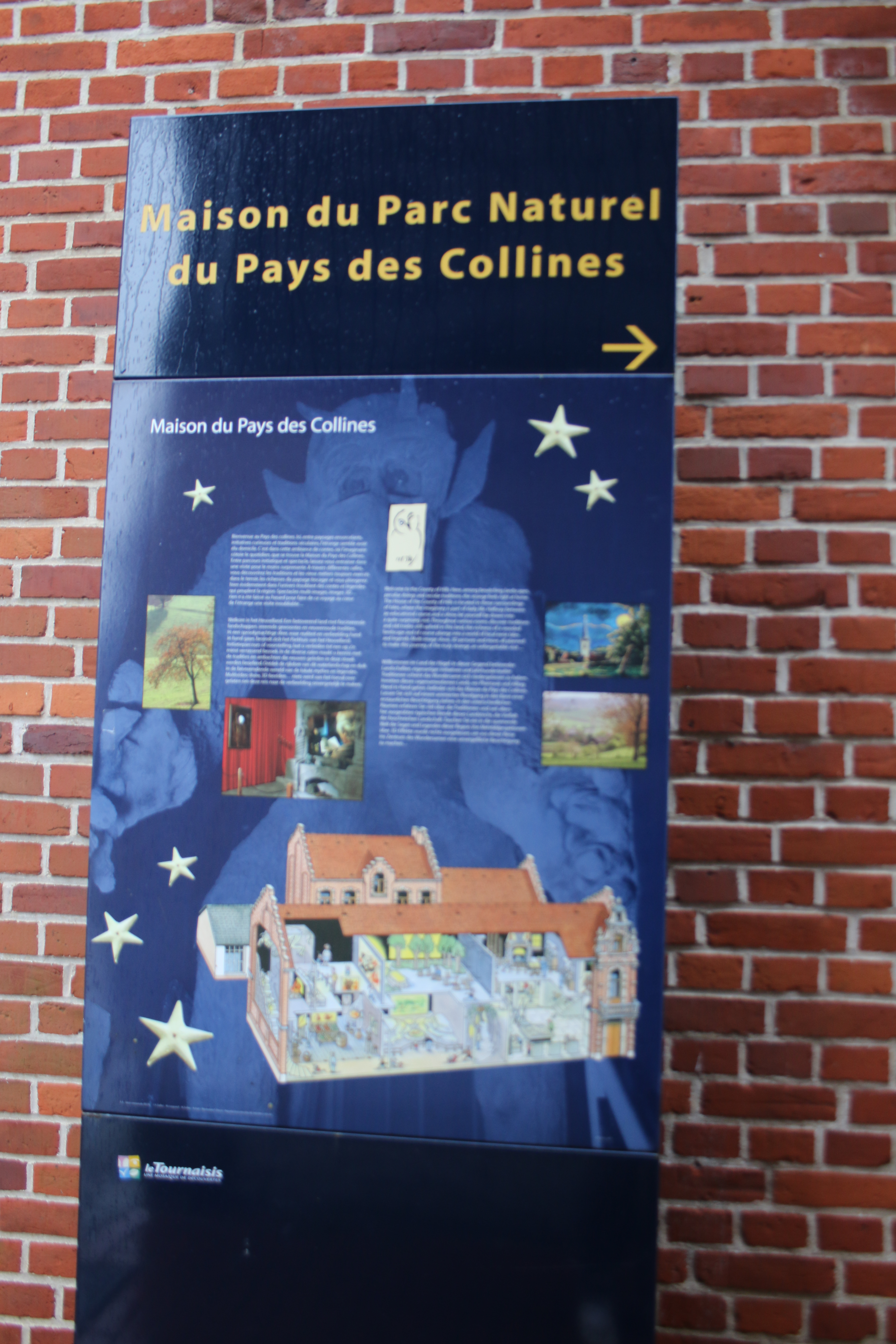
Het 'Maison du Pays des Collines'

Het Maison du Pays des Collines is een museum in het Belgische Elzele. Het museum werd ingericht in de voormalige gemeenteschool. In het museum worden verschillende aspecten besproken van het Pays des Collines. In een multimediaparcours (met 3D-films en animatronic) komen geschiedenis, landschap, tradities, folklore (heksen, weerwolven,....) aan bod. In de verschillende zalen worden  verschillende karakteristieke kenmerken van de regio belicht: het heuvellandschap, de ambachten, de folkloristische tradities, enz. In 2000 werd het museum uitgebreid en werd het multimediaparcours vernieuwd.

## Afbeeldingen

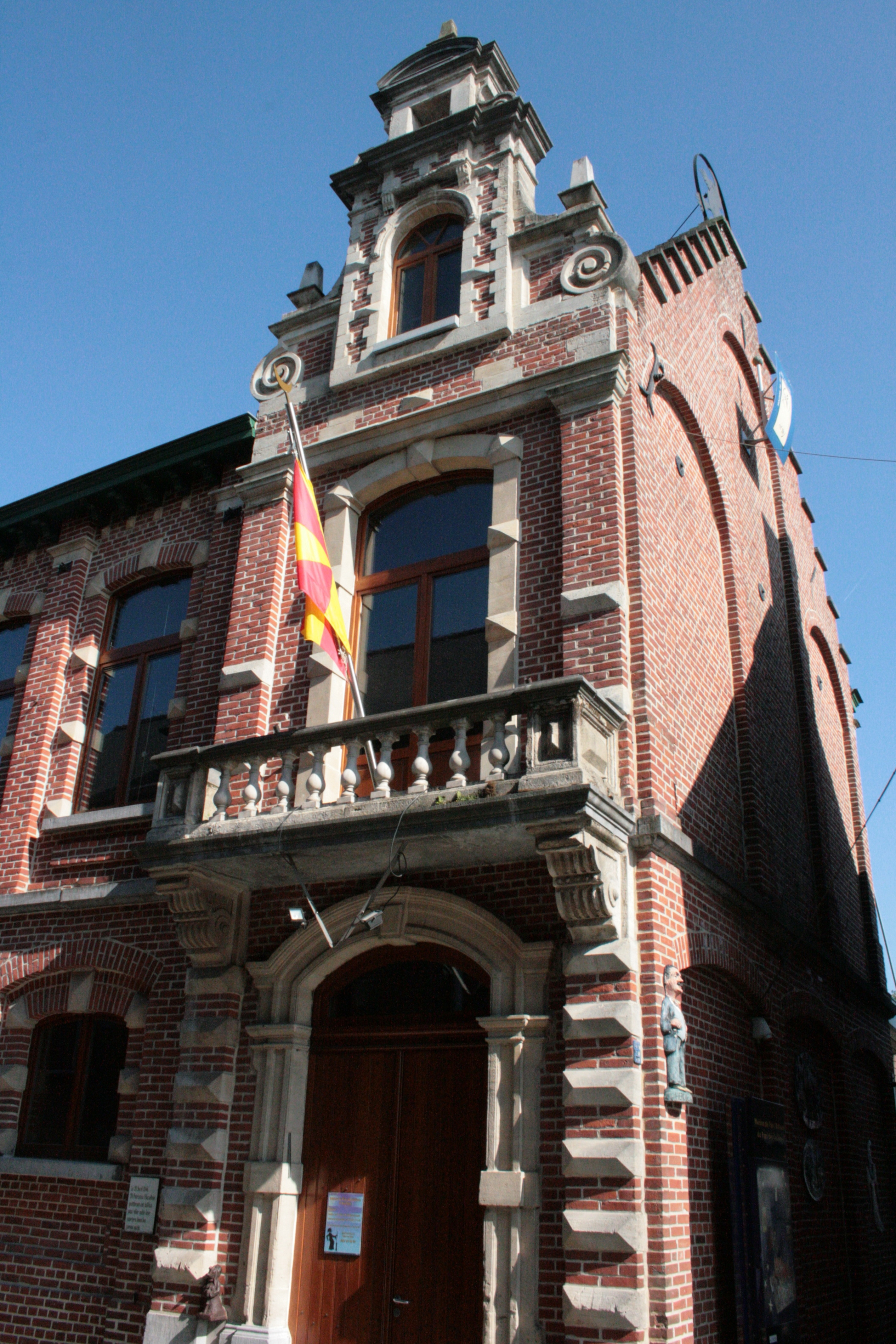
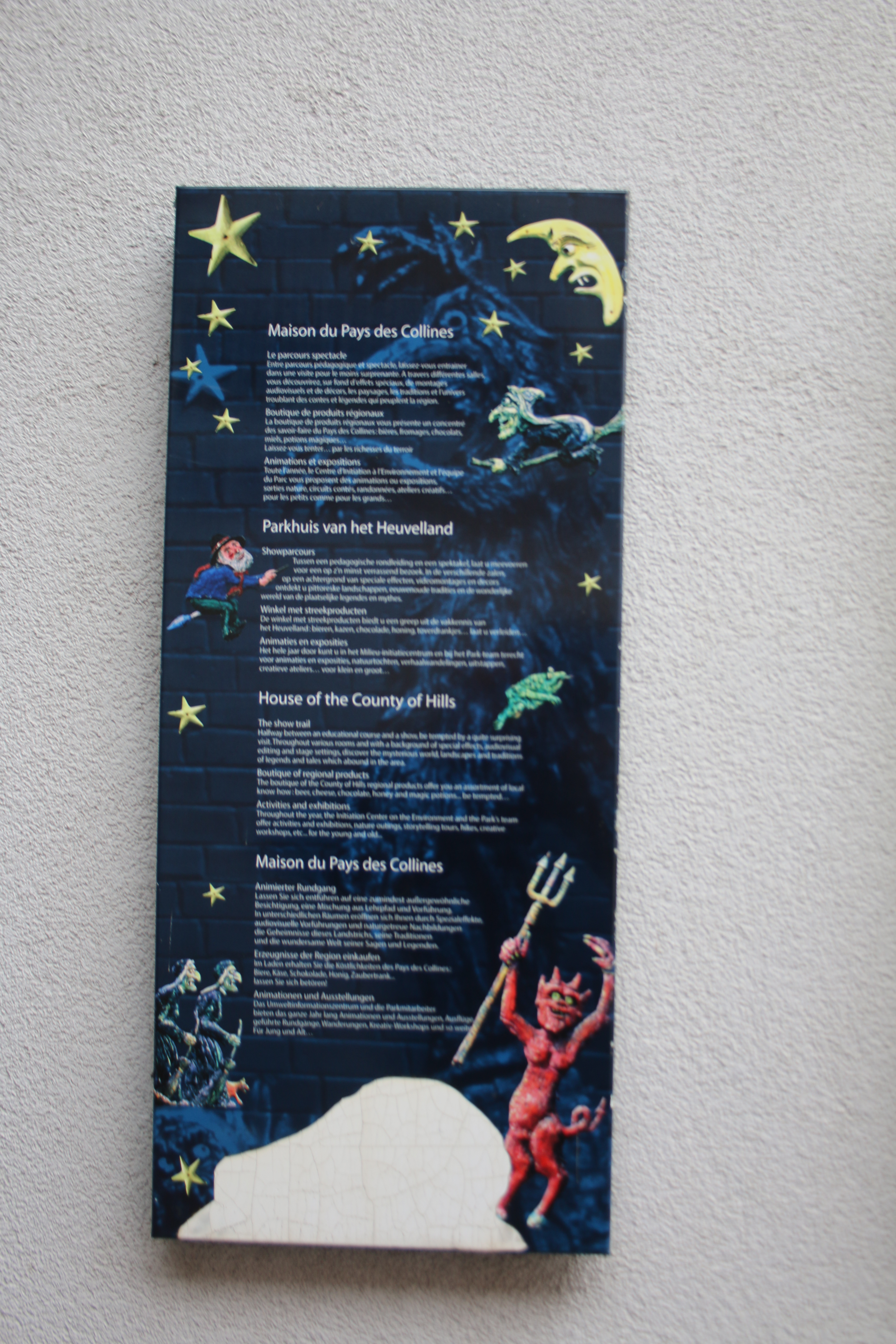